# Lauri Saikkola

Lauri Saikkola, 1930

Lauri Saikkola (* 31. März 1906 in Viipuri; † 24. September 1995 in Helsinki) war ein finnischer Violinist und Komponist.

## Leben und Werk
Lauri Saikkola studierte von 1919 bis 1928 Violine am Konservatorium von Viipuri. Von 1930 bis 1934 studierte er privat Komposition bei Pekka Akimov und Leo Funtek. Er unternahm 1929 und 1930 Studienreisen in die Tschechoslowakei und nach Österreich.
Er wirkte von 1923 bis 1934 als Violinist beim Philharmonischen Orchester Viipuri und von 1934 bis 1965 beim Philharmonischen Orchester Helsinki. Von 1953 bis 1973 arbeitete er als freiberuflicher Musikjournalist für den Finnischen Rundfunk. Nach seiner Zeit beim Philharmonischen Orchester Helsinki war er als freischaffender Komponist tätig.
Saikkola schrieb unter anderem die Opern Ristin (Helsinki 1959) und Des Meisters Schnupftabakdose (Helsinki 1973), Orchesterwerke wie die Partita (1935) und Pastorale (1936), zehn Symphonien (Nr. 1 Sinfonia campale 1938, Nr. 2 Sinfonia tragica 1946, Nr. 3 1949, Nr. 4 1951 und Nr. 5 1958 […]), Kuvia Karjalasta („Karelische Szenen“, 1940), Karjala palaa („Karelien in Flammen“, 1940), Konzert für Violine (1954), Konzert für Violoncello (1954) und Konzert für Klarinette (1970), diverse Kammermusiken (Divertimento für Bläserquintett 1968, drei Streichquartette 1931–1968, zwei Suiten für Klarinette und Klavier 1955 und 1968, Suite für Oboe und Klavier 1968) und Vokalmusik (Joukahainen kost „Die Rache von  Joukahainen“ 1957) sowie Chöre und Lieder.